# Ханби
Ханби (также Ханпа) — верховный правитель всех злых сил (Удуг) в шумеро-аккадской мифологии. Он олицетворяет абсолютное зло и считается владыкой подземного мира, где обитают демоны. Его часто описывают как "тень, рожденную в подземном мире", что отличает его от других богов (дингир).

## Происхождение и статус

### Связь с Удугами
Удуги — класс злобных демонов в месопотамской мифологии, и Ханби возглавляет их иерархию. В текстах Удуг-Хул (заклинания для изгнания злых духов) он фигурирует как источник демонических сил, вызывающих болезни и бедствия.

### Происхождение
Точных данных о его рождении или культе нет. Упоминается, что он правил в Накшараппе — одном из "Тёмных миров" в месопотамской космологии.

### ОтецПазузу
Главная известная роль Ханби — отец демона ветров Пазузу. Последний описывается как "сын Ханби, царя демонов подземного мира".

### Символика зла
Ханби ассоциируется с тьмой, хаосом и разрушением. В отличие от других божеств подземного мира (например, Эрешкигаль), он не участвует в поддержании миропорядка, а воплощает чистую враждебность.

### Отсутствие культа
В отличие от Пазузу, чьи амулеты массово производились для защиты, свидетельств почитания Ханби не найдено. Вероятно, он воспринимался как абстрактная сила зла, не требующая ритуалов.

## Связь сПазузуи другими демонами

### Пазузу— наследник зла
- Пазузу унаследовал часть власти отца, став повелителем юго-западных ветров, приносящих засуху и чуму. Однако в отличие от Ханби, он также выполнял защитные функции (например, отгонял демоницу Ламашту).[2][3]
- Внешность Пазузу (крылья, львиная голова, скорпионье жало) детально описана в источниках, тогда как облик Ханби остаётся неизвестным.[2]

### БратХумбабы
Некоторые тексты называют Хумбабу (хранителя Кедрового леса из "Эпоса о Гильгамеше") братом Пазузу, что косвенно подтверждает статус Ханби как прародителя демонических существ.

## Интерпретации в мировой мифологии

### Параллели сЛюцифером
Ханби сравнивают с Хелелем (еврейский аналог Люцифера) из-за связи с подземным миром и злыми духами. Однако ключевое отличие — Ханби не является "падшим ангелом", а изначально воплощает тьму.

### Сходство с исламскимШайтаном
Как повелитель демонов (Удуг), он близок к исламской трактовке Шайтана — искусителя, управляющего низшими духами.

### Отличие отаннунаков
В отличие от аннунаков (судьи загробного мира), Ханби и Удуги не участвуют в посмертном суде, а чинят хаос среди живых.

## Наследие в культуре

### Отсутствие прямых упоминаний
В отличие от Пазузу, ставшего популярным образом в кино ("Экзорцист"), играх (Diablo, House of Ashes) и литературе, Ханби остаётся маргинальным персонажем.

### Академические исследования

#### Основные данные о Ханби содержатся в
- Энциклопедия демонов Терезы Бейн (2014);
- Тексты Удуг-Хул, изучаемые в контексте месопотамской демонологии;
- Работы Стивена Бертмана, анализирующие связь Пазузу и Ханби.[3]